# 炭化ウラン
炭化ウラン はウランの炭化物で、非常に固いセラミック様の物質である。化学量論的化合物として一炭化ウラン（UC）、三炭化二ウラン（U2C3）、二炭化ウラン（UC2）が存在する。
二酸化ウラン などのウラン化合物と同様、炭化ウランも原子炉用核燃料として利用でき、ペレット状またはタブレット状に加工される。過去には原子力推進ロケットでの利用も検討された例もある。
アメリカで設計されたペブルベッド炉では、炭化ウランを燃料の芯に用いていた（ドイツで設計されたものは二酸化ウランを用いていた）。
核燃料としては、炭化ウランはそのまま、または炭化プルトニウム（PuC および Pu2C3)と混ぜて利用される。混合物はウラン-プルトニウム炭化物（PuC U）と呼ばれる。
また、加速器のターゲット材としても広く使われている。
窒素と水素からアンモニアを合成する際に、炭化ウランを触媒として利用することがある。